# Jean-Pierre Schlunegger
 (juillet 2024).
Jean-Pierre Schlunegger, né le 25 septembre 1925 à Vevey et mort le 23 janvier 1964 à Saint-Légier, est un écrivain, enseignant, poète et bellettrien vaudois.

## Biographie
Originaire de Grindelwald (Berne), Jean-Pierre Schlunegger est Belletrien depuis le 10 novembre 1944 et l'un des fondateurs de la revue "Rencontre" où ont paru ses chroniques de poésie. En 1952 paraît son premier recueil, De l'Ortie à l'étoile, suivi de Pour songer à demain (1955), de Clairière des Noces (1959) et de La Pierre allumée (1962). On lui doit également divers textes pour des revues et pour la radio. Ses œuvres ont été rassemblées en un seul volume quatre ans après son suicide survenu alors qu'il avait trente-huit ans.
De sa poésie marquée par l'influence de Hölderlin, on peut dire qu'elle oscille sans cesse entre la joie et la douleur, entre le bonheur et le malheur, "deux forces se livrant un combat inexpiable et autonome", selon l'expression d'Yves Velan. Les images de plénitude et de bonheur combattent en effet la fatalité du malheur et de la faute. La force de la poésie de Schlunegger tient à ce violent clair-obscur, ancré au plus intime des hantises du poète.
Selon Marion Graf, l'œuvre apparaît placée sous le signe tragique d'Orphée ; si le héros mythologique n'est nommé qu'à deux ou trois reprises, les grands thèmes orphiques retrouvent ici tout leur sens. La femme aimée et salvatrice, le désespoir et l'abandon, la musique, la fascination de la mort, l'ambiguïté du chant, son apothéose et son échec, consignés dans une parole nette, fraternelle, musicale.
Dans sa jeunesse, il a eu pour ami le philosophe André Gorz qui, dans son autobiographie Le Traître, parle de son œuvre comme d'une "poésie de la solitude, de l'amour impossible, du désespoir, du ciel étoilé".